# Берёзовая Поляна (Татарстан)
Берёзовая Поляна — посёлок в Мамадышском районе Татарстана. Входит в состав Нижнешандерского сельского поселения.

## География
Находится в северной части Татарстана на расстоянии приблизительно 25 км на север по прямой от районного центра города Мамадыш на правом берегу Вятки.

## История
Известен с 1859 года, когда здесь было отмечено 11 дворов и 111 жителей. До 2019 года здесь действовало ООО «Мамадышские сады», позднее ООО «Агропромышленный комплекс «Андрюшкино». Ныне фактически дачный посёлок.

## Население
Постоянных жителей было: в 1859 году - 111, в 2002 году 7 (русские 100%), в 2010 году 5.